# Amelia Boynton Robinson
Amelia Platts Boynton Robinson (Savannah, Georgia, 18 de agosto de 1911-Montgomery, Alabama, 26 de agosto de 2015) fue una activista estadounidense. Líder del Movimiento por los derechos civiles en Estados Unidos en Selma (Alabama) y una figura clave en el Domingo Sangriento en 1965. En 1984 se convirtió en vicepresidenta del Schiller Institute, afiliada con Lyndon LaRouche. En 1990 fue galardonada con la medalla de la libertad de Martin Luther King, Jr. En 2014 la actriz Lorraine Toussaint interpretó a Robinson en la película dirigida por Ava DuVernay Selma.

## Primeros años
Amelia Platts nació en Savannah, Georgia, el 18 de agosto de 1911, hija de George y Anna Platts, ambos afroamericanos. También tenía ascendencia cheroqui y alemana. La iglesia era el centro de atención de Amelia, al igual que la educación de sus nueve hermanos. Se involucró en la campaña por el sufragio femenino. Amelia asistió dos años al Georgia State College (ahora Savannah State University). Después se transfirió al Tuskegee Institute (ahora Universidad de Tuskegee), donde obtuvo un título en economía doméstica. Más tarde también estudió en Universidad Estatal de Tennessee, Universidad Estatal de Virginia y en la Universidad del Temple.

## Carrera y derechos civiles
Conoció a su futuro esposo, Samuel W. Boynton en Selma, donde él estaba trabajando como agente de extensión del condado durante la Gran Depresión. Se casaron en 1936 y tuvieron dos hijos,  Bill Jr. y Bruce Carver Boynton. Amelia y Samuel conocieron al erudito George Washington Carver en la Universidad de Tuskegee, de la cual ambos se graduaron. 
En 1934 Amelia Boynton se registró para votar, lo cual era extremadamente difícil para personas afroamericanas en Alabama, debido a las prácticas discriminatorias.
En 1963, Samuel Boynton murió. Fue el momento de mayor activismo en el movimiento de los derechos civiles. Amelia hizo de su hogar y  oficina un centro para sesiones de estrategia para las batallas por los derechos civiles de Selma, incluyendo su campaña de derecho al voto.
En 1964 y 1965 Boynton trabajó con Martin Luther King, James Bevel y otros miembros de la Conferencia Sur de Liderazgo Cristiano  (SCLC) para planear manifestaciones por los derechos civiles y de voto. Mientras Selma tenía una población que era 50 por ciento negra, solamente 300 de los residentes afroamericanos fueron registrados como votantes en 1965, después de que miles habían sido detenidos en protestas.